# Eleusine
Eleusine is een geslacht uit de grassenfamilie (Poaceae).

## Soorten (selectie)
- Eleusine coracana
- Eleusine floccifolia
- Eleusine indica
- Eleusine jaegeri
- Eleusine multiflora
- Eleusine tristachya